# Ботнічне море
Ботнічне море (швед. Bottenhavet, фін. Selkämeri) з'єднує Ботнічну бухту з власне Балтикою. Між ними знаходиться Кваркен. Разом Ботнічне море і бухта становлять більш велике географічне утворення — Ботнічну затоку. Затока розташована між Швецією на заході, Фінляндією на сході, і Аландським та Архіпелаговим морями на півдні.
Площа Ботнічного моря становить близько 79000 км ². Найбільші прибережні міста, з півдня на північ, є Раума, Вааса, Порі в Фінляндії, і Євле, Умео, Сундсвалль в Швеції.
| Земля | Це незавершена стаття з географії. Ви можете допомогти проєкту, виправивши або дописавши її. |